# Tanaites
Els tanaites (en llatí: Tanaitae, en grec antic: Ταναῖται, Tanete) eren un poble de la Sarmàcia europea, que segons Claudi Ptolemeu vivien al nord-est dels roxolans, entre aquestos i el riu Tanais (Don).